# Mithrax spinosissimus
El cangrejo rey del Caribe o cangreja (en Colombia) (Mithrax spinosissimus) es una especie de cangrejo araña de la familia Majidae.

## Descripción
El caparazón alcanza un ancho de 14 cm en los machos y 11 cm en las hembras. Los ejemplares isleños son mayores, hasta de 18 cm de ancho. Pesa hasta 2 kg. El caparazón es de color rojo carmín o rojo oscuro a vinotinto; los quelípedos y las patas ambulatorias son rosados rojizos a vinotinto con dáctilas amarillos. El borde superior de la palma de la pinza es espinoso.

## Distribución y hábitat
Vive en aguas someras y se refugia en las grietas de coral. Se le ha encontrado en Carolina del Sur y Florida, el Golfo de México, las Antillas y el mar Caribe, hasta Colombia y Venezuela.

## Alimentación
Se le ha observado en el mar alimentándose de algas y también de carroña. En cautiverio es omnivóro y además de algas consume peces y moluscos pequeños y diversos invertebrados. Presenta hábitos nocturnos.

## Aprovechamiento
Es consumido localmente para la alimentación humana y se considera de sabor muy agradable. Es pescado con trampas o con redes manuales.